# Miss Alagoas 2013
O Miss Alagoas 2013 foi a 57ª edição do concurso que escolheu a melhor candidata alagoana para representar seu estado e sua cultura no Miss Brasil. O evento contou com a presença de vinte e duas candidatas de diversos municípios do estado. A noite final da competição não foi televisionada, pois a Rede Bandeirantes não possui emissora na região e sim uma retransmissora de satélite. Marina Rijo, Miss Alagoas 2012 coroou sua sucessora ao título no final do evento. O mesmo ocorreu no Teatro Marechal Deodoro com a presença da Miss Brasil 2012 Gabriela Markus que comandou o evento ao lado do modelo Carlos Mauri.

## Resultados

### Colocações
O concurso estadual comandado pelo colunista Márcio Mattos gerou algumas discussões após a vitória da candidata de Barra de São Miguel. Segundo uma das juradas e preparadora das vencedoras do concurso alagoano para o certame nacional, Janine Araújo, houve uma fraude por parte do organizador do evento. A mais cotada pelos fóruns especialistas e pelos críticos, então Patrícia Almeida da cidade de Matriz de Camaragibe havia tido mais pontuações contra a então vencedora Nicole Verçosa. Porém, a auditoria do concurso realizada pela então coordenadora Gabriela Fagliare, diretora da ENTER e representante da BAND validou o resultado após avaliar as fichas de votação do júri.

| Posição                 | Município e Candidata |
| Miss Alagoas            | - Barra de São Miguel - Nicole Verçosa |
| 2º. Lugar               | - Porto de Pedras - Danielle Ferro |
| 3º. Lugar               | - Matriz de Camaragibe - Patrícia Almeida |
| 4º. Lugar               | - Inhapi - Dalila Rijo |
| 5º. Lugar               | - Maceió - Byanka Santos |
| (TOP 10) Semifinalistas | - Craíbas - Janyele Santos - Penedo - Jamylle Feitosa - Piranhas - Evely Holanda - São Miguel - Mariana Magalhães - Viçosa - Anny Mello Oliveira |

### Prêmio Especial
- O concurso distribuiu somente uma premiação este ano:

| Prêmio        | Candidata                      |
| Miss Simpatia | - Batalha - Geizianny Oliveira |

### Ordem dos Anúncios
| 1. Piranhas 2. Craíbas 3. Porto de Pedras 4. Maceió 5. Viçosa 6. Barra de São Miguel 7. Inhapi 8. Matriz de Camaragibe 9. São Miguel dos Campos 10. Penedo | 1. Maceió 2. Porto de Pedras 3. Barra de São Miguel 4. Matriz de Camaragibe 5. Inhapi |  |  |

## Candidatas
As candidatas que competiram este ano: 
| - Arapiraca - Rafaella Mykaelle - Barra de São Miguel - Nicole Verçosa - Batalha - Geizianny Oliveira - Campo Grande - Mayara Silva - Craíbas - Janyele Santos - Feira Grande - Rayane Soares - Inhapi - Dalila Rijo - Jacuípe - Alliny Cavalcante - Palmeira dos Índios - Marina Monielle - Penedo - Jamylle Feitosa - Pilar - Jeicy Mayara - Piranhas - Evely Holanda | - Porto Calvo - Eweliny Alves de Oliveira - Porto de Pedras - Danielle Ferro - Maceió - Byanka Santos - Maragogi - Márcia Lima Araújo - Marechal Deodoro - Rafaela Pereira - Matriz de Camaragibe - Patrícia Almeida - Ouro Branco - Dayane Farias - Rio Largo - Danyela Preto - Santana do Ipanema - Carla Pereira Santos - São Miguel dos Campos - Mariana Magalhães - Traipu - Iêda Melo - Viçosa - Anny Mello Oliveira |

## Ver Também
- Miss Alagoas
- Miss Alagoas 2014
- Miss Brasil
- Miss Brasil 2013